# اشتفان استروک
اشتفان استروک (رومانیایی: Ștefan Ströck; ۱۱ فوریهٔ ۱۹۰۱ – ۱۵ فوریهٔ ۱۹۹۱) بازیکن فوتبال اهل رومانی بود.
وی همچنین در تیم ملی فوتبال رومانی بازی کرده‌است.